# Seelensatz
Der Seelensatz ist ein mathematischer Lehrsatz aus dem Gebiet der Differentialgeometrie, der es ermöglicht, die Untersuchung von (nicht-kompakten) Mannigfaltigkeiten nichtnegativer Krümmung auf die 
Untersuchung von Vektorbündeln über kompakten Mannigfaltigkeiten nichtnegativer
Krümmung zurückzuführen. Er wurde von Jeff Cheeger und Detlef Gromoll sowie
in seiner verschärften Form (für in mindestens einem Punkt positive Krümmung) von Grigori Perelman bewiesen.

## Seelensatz
{\displaystyle M} sei eine vollständige zusammenhängende Riemannsche Mannigfaltigkeit nichtnegativer Schnittkrümmung. Dann gibt es eine 
kompakte, totalkonvexe, totalgeodätische Untermannigfaltigkeit {\displaystyle S}, so dass {\displaystyle M} zum Normalenbündel von {\displaystyle S} diffeomorph ist. {\displaystyle S} heißt die Seele von {\displaystyle M}.
Wenn {\displaystyle M} nicht-kompakt und die Schnittkrümmung in mindestens einem Punkt strikt positiv ist, dann ist die Seele ein Punkt, {\displaystyle M} also diffeomorph zum {\displaystyle \mathbb {R} ^{n}}.